# Nanette (Film)
Nanette ist ein deutscher Spielfilm aus dem Jahre 1939 von Erich Engel mit Jenny Jugo, Hans Söhnker und Albrecht Schoenhals in den Hauptrollen.

## Handlung
Der gefeierte Bühnenautor Alexander Patou ist ebenso umschwärmt wie genervt. Der Rummel, den seine (vor allem weiblichen) Fans um ihn, der sich einen Namen mit flockig-lockeren Komödien erschrieben hat, machen, geht ihm eindeutig zu weit, und so beschließt er, sich diesmal einem gänzlich anderen Milieu zuzuwenden, um eine neue künstlerische Herausforderung zu suchen. Dieses neue Umfeld glaubt Alexander ausgerechnet in einer Kneipe zu finden. Dort versucht sich die junge, temperamentvolle Nanette als Sängerin, die über ein ähnliches Problem wie Monsieur Patou klagt: Sie hat einen ebenso hartnäckigen wie ungewollten Verehrer namens Gustav am Hals, der mit seinen Muskeln bislang noch jeden Konkurrenten in die Flucht geschlagen hat. Dass Nanette zunehmend genervt von dem athletischen Einfaltspinsel ist, nimmt der Schriftsteller rasch wahr und will sich diesen Umstand zunutze machen, denn er möchte unbedingt Nanette näher kennen lernen. Zunächst sind es weniger private Beweggründe, die ihn dazu treiben, etwas zu tun, womit er sich einen Kinnhaken einfängt, als vielmehr die Tatsache, dass Alexander in dieser Konstellation einen wunderbaren neuen literarischen Stoff wittert. Jedenfalls provoziert Patou Gustav, der über eine recht kurze Lunte verfügt, so lange, bis dieser ihn zu Boden schlägt. Es passiert das, was geschehen sollte: Nanette kümmert sich um den „Schwerverletzten“ und nimmt ihn sogar zu sich mit nach Hause, weil sie ihn dort besser pflegen könne.
Den Handlungsrahmen seines neuen Stücks hat Patou rasch zusammen: Die Geschichte wird von einem jungen Schriftsteller namens Peter Parker handeln, der ein einfaches Mädchen kennen lernt und sich in sie verliebt. Als Nanette zufällig das Manuskript in die Hände bekommt, ist sie augenblicklich begeistert und meint, dass dieser Stoff unbedingt auf eine Theaterbühne gehöre. Mit den Seiten unter dem Arm läuft sie schnurstracks zu dem Theaterdirektor Georg Miller, von dem sie nicht weiß, dass dieser ein guter Freund Patous ist. Ausgelassen spielt sie ihm Szene für Szene vor. Rasch ahnt Miller, worum es sich hierbei handelt, denn Alexander hält ihn mit Infos über das Fortschreiten seiner Arbeit die ganze Zeit auf dem Laufenden. Über Nanette lernen sich die beiden Männer offiziell ein zweites Mal kennen. Georg sagt seinem Freund unter vier Augen, dass dieser Nanette nicht für seine Zwecke benutzen, sondern sie einfach nur lieben sollte. Als Nanette erfährt, dass sich beiden Männer bereits gut kennen, ist sie sehr wütend und wirft Patou aus ihrer Wohnung. Sie will ihm seine kleine Charade unbedingt heimzahlen und engagiert Freunde, die bei der Premiere auf Kommando laut „Buh“ rufen und pfeifen sollen. Georg, der ahnt, was Nanette vorhat, sperrt sie für diese Zeit jedoch kurzerhand in seinem Theaterbüro ein. Dort beginnt der Temperamentsbrocken zu toben und zerschlägt alles, was ihm in die Finger kommt. Erst der hinzueilende Alexander kann Nanette wieder beruhigen. Er macht ihr klar, dass dieses Theaterstück doch nichts anderes als eine Liebeserklärung an sie ist. Derweil wird die Premiere ein riesiger Publikumserfolg.

## Produktionsnotizen
Die Dreharbeiten zu Nanette begannen am 18. September 1939 und endeten Anfang November desselben Jahres. Anders als meist zu lesen ist, fand die Uraufführung nicht erst 1940, sondern bereits im Dezember 1939, noch vor Weihnachten, statt und zwar in Stettin. Die Berliner Premiere fiel auf den 23. Januar 1940, als Nanette im Capitol-Kino anlief.
Produzent Eberhard Klagemann übernahm auch die Produktionsleitung. Karl Weber und Carl Haacker entwarfen die Filmbauten. Hermann Kugelstadt war Erich Engels Regieassistent, Hans Grimm kümmerte sich um den Ton. Der bisherige Ringer Hans Schwarz gab hier sein Filmdebüt.
Der Film erhielt das NS-staatliche Prädikat „künstlerisch wertvoll“.

## Musik
Die Texte zu Peter Kreuders Kompositionen lieferten Hans Fritz Beckmann, Aldo von Pinelli und Drehbuchautor Jochen Huth.
Maria von Schmedes sang für Jenny Jugo die musikalischen Partien.
Es wurden folgende Lieder vorgetragen:
- Ich liebe Dich!
- Die Spatzen auf dem Dach

## Kritiken
Die Besprechungen fielen durchweg freundlich aus. Nachfolgend drei Beispiele.

„Jochen Huth, der vom Ausbruch des Krieges in Amerika überrascht wurde und jetzt nicht nach Deutschland zurückkehren kann, hat unserer besten Lustspieldarstellerin eine Bombenrolle auf den Leib geschrieben.“

Im Lexikon des Internationalen Films heißt es: „Unterhaltsame Liebeskomödie, in der Jenny Jugo alle Register ihres kratzbürstigen Charmes zieht.“
In einer Eloge des Potsdamer Filmmuseums heißt es bei Guido Altendorf: “Die schönste Szene des Films: Um das Stück ihres Schützlings an einem Theater unterzubringen, spielt sie dem Direktor eine Passage daraus vor und übernimmt dabei alle Rollen. Diese Filmminuten sind die beglückende Essenz des überragenden Talents der Jugo und ihres Regisseurs. Engel rettet das Prinzip der Brechtschen Inszenierung mitten in der Nazizeit: Geschickt treibt er die Identifikation des Zuschauers mit der Jugo an den Rand der Sentimentalität, um diese sofort wieder laut und mutwillig zu brechen.”